# Ferula syreitschikowii
Ferula syreitschikowii är en flockblommig växtart som beskrevs av Koso-pol. Ferula syreitschikowii ingår i släktet stinkflokesläktet, och familjen flockblommiga växter. Inga underarter finns listade i Catalogue of Life.